# Свети Георгије
Свети Георгије или Свети Ђорђе (280—303) је био римски војник у гарди цара Диоклецијана, који је мученички страдао током прогона хришћана. У хришћанству (источном и западном) се слави као Свети Ђорђе. Прославља се два пута годишње 6. маја (Ђурђевдан) и 16. новембра (Ђурђиц). У уметности се често приказује како убија змаја, односно аждају.

## Житије
Верује се да је рођен 280. године у малоазијској области Кападокији, у богатој и угледној хришћанској породици. Отац му је био римски војни официр. Још док је био дете, када је његов отац погинуо, мали Ђорђе се са мајком преселио у Палестину, на мајчино велико и богато породично имање, где је добио високо образовање.
У римској војсци се брзо истакао својом храброшћу и бојним заслугама. Напредовао је нагло, од обичног војника до трибуна, да би га, већ у његовој двадесетој години, лично цар Диоклецијан произвео у чин комита тј. војводе (најстарији војни чин, којим се постаје и царев саветник).

### Страдање и смрт
За време цара Диоклецијана организован је 303. године прогон хришћана, десети по реду и највећи икада. Када је почео немилосрдан прогон хришћана по целој земљи, Ђорђе дели сву своју имовину сиромашнима и ослобађа своје робове. Исто уради и у Палестини, пустивши слуге и завештава сиромашнима своја имања и богатства.
На једном сабору је говорио против оваквог односа према хришћанима и о њиховом даљем прогону а том приликом је изашао пред цара Диоклецијана и изјавио да је и сам хришћанин, након чега цар наређује војницима да га затворе у тамницу.
Према предању, по царевом наређењу, војници су положили Ђорђа на земљу, забили му ноге у кладе, а на груди му поставили велики, тешки камен. Тако притиснут, у великим боловима, дочекао је јутро, када га је посетио цар, међутим, Ђорђе је и даље одбијао да се одрекне своје вере.
Цар тада наређује да се донесе велики точак за мучење, са даскама препуним великих ексера, удица, ножева, мачева. Везан за такав точак док се точак са њим окретао, то је трајало док му цело тело није било у ранама. Са точка су га одвезали, мислећи да је мртав. Када су се уверили да није мртав, цар наређује да Ђорђа закопају у негашени креч тако да му је само глава била ван земље, и да га тако оставе три дана да би сагорео. Након три дана, када су га откопали — увидеше да је и даље жив.
Диоклецијан затим одлучује да позове највећег мага Римског царства, по имену Атанасије, да он савлада Ђорђа. Атанасије се одазива цару и припрема два напитка — један, од кога би Ђорђе требало да се покори цару, а други смртоносан. Диоклецијан наређује да силом напоје Ђорђа првим напитком, а пошто се Ђорђе и даље није покоравао, онда нареди да му се да и смртоносни напитак. Међутим, Ђорђе опет остаје жив.
Стигавши на губилиште, Ђорђе стаде на одређено место и помоли се. Затим Ђорђе положи своју главу, и би посечен дана 6. маја 303. године.

## Канонизација
Године 494, Ђорђе је проглашен за свеца, од стране папе Гелазија I (492—496).
У хришћанској иконографији Свети Ђорђе се још од 7. века приказује као војник (без коња, у стојећем ставу) и са копљем или мачем у десној руци.
Од 9. века се појављује још један приказ Светог Ђорђа: на коњу, у војводском оделу, како копљем убија аждају. На том приказу се, поред њега, мало даље налази једна женска прилика у господском оделу како стоји. Сматра се да је жена која је на икони заправо царица Александра и да она симболизује рану хришћанску цркву, а да аждаја коју Ђорђе убија симболизује многобоштво. Приказ светог Ђорђа који убија аждају је заснован на популарној легенди хришћанске митологије — „Ђорђе и аждаја“.
По броју оних који га славе, Свети Ђорђе је друга слава у Србији (после Светог Николе).

## Култ
Култ Светог Ђорђа се зачео доста рано. На месту његовог гроба у Лиди Палестинској, за време владавине цара Константина I (306—337), подигнута је црква њему посвећена. Током 4. века, култ Светог Ђорђа се из Палестине проширио на цело Источно римско царство а у 5. веку и на Западно римско царство. Године 494, Ђорђе је проглашен за свеца.
У време цара Константина, хришћани града Лиде и околине су сазидали цркву коју су посветили Светом Ђорђу. У ту цркву су приликом њеног освећења, из Никомедије, пренели његове мошти. Успомена на овај догађај се празнује 16. новембра, код Срба познатим под именом Ђурђиц.
Црква Светог Ђорђа у Лиди је срушен 1010. године али су је крсташи обновили. По црквеном учењу, 16. новембар је дан када је обновљена црква Светог Ђорђа у Лиди, где је положено његово тело. Године 1191, и током Трећег крсташког рата, црква је поново уништена, од стране исламских снага султана Саладина. Нова црква Светог Георгија је подигнута на месту старе 1872. године и постоји још увек.
После крсташких ратова у 12. веку, култ Светог Ђорђа је пренет у Енглеску. За време краља Едварда Трећег од Енглеске, који је 1348. основао витешки Ред Гартера, Свети Ђорђе је постао и заштитник енглеске државе.
Свети Ђорђе, на каталонском Сант Ђорди (кат. Sant Jordi), такође је заштитник шпанске аутономне покрајине Каталоније. Обичај је да на тај дан мушкарци женама поклањају цвет, а жене мушкарцима књигу. Зато на тај дан књижаре износе продају књига на улице и са попустима.
Веома је слављен код Срба, и често га називају и Свети Ђурађ а славе га два пута годишње: на Ђурђевдан, 6. маја, и Ђурђиц, 16. новембра. На икони везаној за Ђурђевдан је Свети Ђорђе приказан на коњу како убија аждају, док се за Ђурђиц користи икона на којој је приказан Свети Ђорђе као војник који стоји на пољани, са копљем у десној руци. Посвећени су му многе цркве и манастири, међу којима су манастир Ђурђеви ступови, Старо Нагоричино, Темска, Кастељан, Враћевшница, Боговађа, Црква на Опленцу, као и Саборна црква у Новом Саду.
Свети Ђорђе је данас поштован као заштитник многих држава и градова у Европи, професија и организација. Поштован је и као заштитник коњице, витезова и витештва и крсташких похода.

## Легенде
По предању, у језеру у близини града Лиде, у Палестини, живела је огромна аждаја, која је мештанима оближњег града Вирита стварала велике неприлике. Аждаја је често излазила из језера и прождирала људе који би се нашли у близини језера а, поред тога, имала је и отрован задах од кога су се људи разбољевали и често и умирали. Житељи овог краја су се најзад обратили и свом владару за помоћ али им он заповеди, да би се решили својих проблема са аждајом, да сваког дана на обали језера жртвују по једно дете. Народ то прихвати и од сутрашњег дана започне жртвовање деце.
Сваког јутра је по једно дете било остављано крај језера и убрзо и прождирано. На крају је дошао ред и на ћерку тог владара, јединицу, коју окитише и припремише за жртву аждаји. Док је уплакана девојка стајала крај језера, пред њом се указује Свети Ђорђе, јашући на коњу, са копљем у руци. Тада и аждаја излази из језера а Ђорђе појури ка аждаји и забоде јој копље у чељуст, пригњечивши је за земљу. По Ђорђевом наређењу, девојка везује свој појас аждаји око врата и води је према граду. Градски владар и сви житељи због тога примише хришћанство а у граду убрзо буде изграђена и велика црква посвећена Пресветој Богородици и Светом Ђорђу.

## Уметност
Легенда о Светом Ђорђу је послужила као мотив за многа уметничка дела. Најпознатији је Рафаелов приказ.

## Књижевност
Свети Ђорђе, и легенда о томе како убија аждају, постало је инспирација за многе романе.
Позната је и представа Свети Георгије убива аждаху.

## Хералдика
Приказ Светог Ђорђа, као коњаника на белом коњу који копљем кроз уста пробија аждају, постао је и чест мотив у хералдици. Као такав налази се и на грбу Москве, главном града Русије.
Такође, у хералдици је познат и мотив „крста Светог Ђорђа“, црвени крст на белој позадини. Порекло овог мотива везује се за чисто беле тунике првих крсташа, и црвени крст који су носили на грудима. Као такав је постао и грб Енглеске и Грузије, шпанске покрајине Каталоније, итд.